# روری کالکین
روری هیو کالکین (به انگلیسی: Rory Hugh Culkin) (زادهٔ ۲۱ ژوئیه ۱۹۸۹) یک بازیگر آمریکایی است. او برادر کوچکتر مکالی کالکین و کیرن کالکین بازیگران سینما و تئاتر است.

## اوایل زندگی
کالکین در نیویورک زاده شد. او فرزند پاتریشیا برنتروپ و کریستوفر کیت کالکین بازیگر حرفه‌ای پیشین تئاتر برادوی است. روری آخرین بچه در میان هفت فرزند خانواده است. او ۴ برادر به نام‌های شین، مکالی، کیرن و کریستین و ۲ خواهر به نام‌های داکوتا و کوئن دارد. او همچنین برادرزادهٔ بانی بدلیا (هنرپیشه) است.

## حرفه
روری هنرپیشگی را همراه با برادران بزرگترش، مکالی و کیرن که اغلب ایفاگر نقش جوان‌تر شخصیت آنها بود، آغاز کرد. او از سال ۱۹۹۴ تا ۲۰۰۸ در ۱۱ فیلم به بازی پرداخته است. بهترین بازی او در فیلم «می‌توانید روی من حساب کنید» همراه با لورا لینی بود که بسیار مورد ستایش قرار گرفت و به خاطر آن جایزه هنرپیشه نوجوان را دریافت کرد. کالکین با بازی در فیلم نشانه‌ها در کنار مل گیبسون به شهرت بیشتری رسید.

## فیلم‌شناسی
- ساده‌لوح
- خصلت خانوادگی (۲۰۰۳)
- لایم‌لایف (۲۰۰۹)
- تعقیب ۳۰۰۰ (۲۰۰۸)
- زندگی لایم (۲۰۰۸)
- شنوندهٔ شب (۲۰۰۶)
- پایین دره (۲۰۰۵)
- زودیاک (۲۰۰۵)
- شادی در دوزهای کم (۲۰۰۵)
- نشانه‌ها (۲۰۰۲)
- می‌توانی روی من حساب کنی (۲۰۰۰)
- ارباب هرج و مرج (۲۰۱۸)
- جک به خانه برمیگردد
- کودکان الکتریکی (۲۰۱۲)[۲]